# Els Casalots (Senyús)
Els Casalots és un paratge del terme municipal de Conca de Dalt, a l'antic terme d'Hortoneda de la Conca, al Pallars Jussà, en territori que havia estat de l'antiga caseria de Senyús.
Està situat al nord-oest dels Masos de la Coma, a ponent de l'extrem sud-occidental del Serrat de la Pera, al nord de la Borda d'Aubarell.